# مصطبة إس 3503

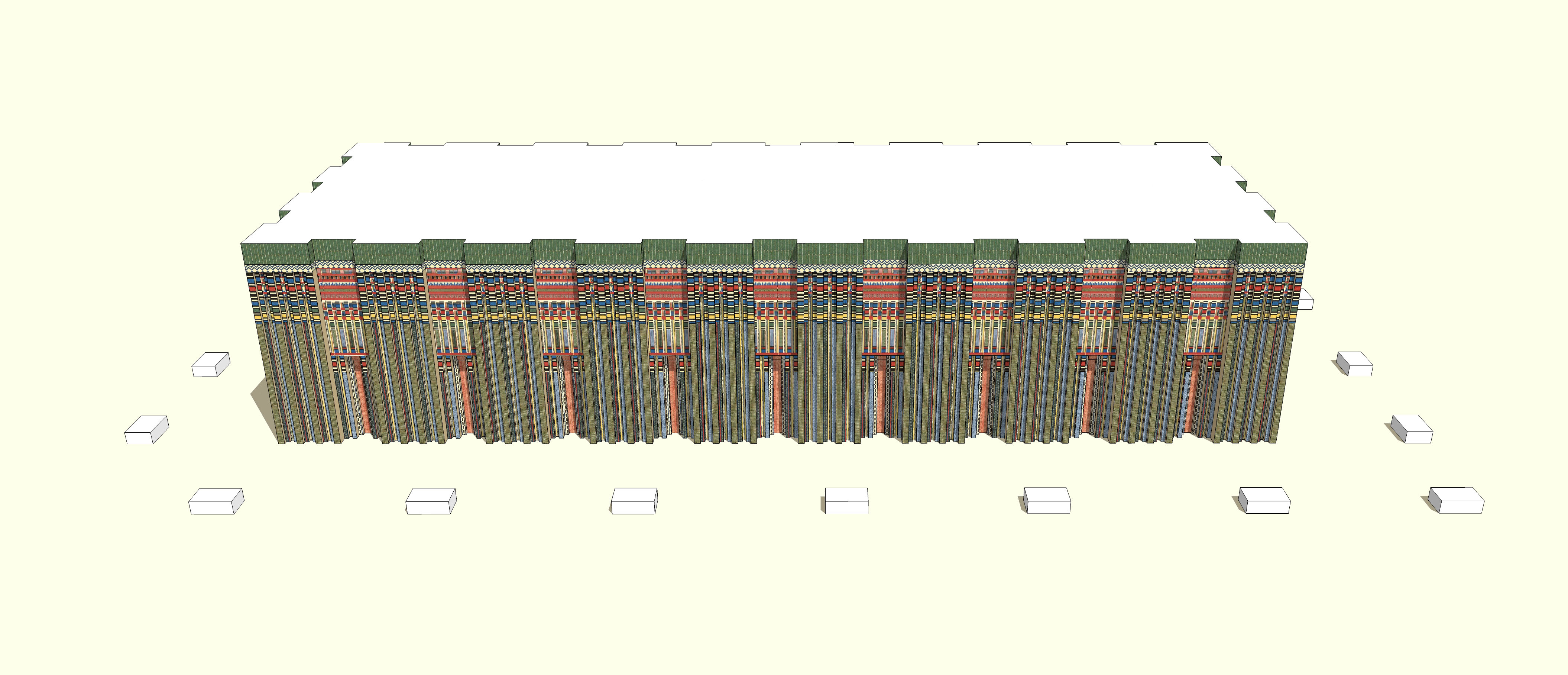
Rekonstruktion der Mastaba S3503

مصطبة إس 3503 هي مقبرة في سقارة رقمها 3503 وهي مبنية في شكل مصطبة
كبيرة ويرجع تاريخها إلى الأسرة الأولى أو عهد ما قبل الأسرات في مصر. تدل البحوث على انها بنيت نحو 3000 قبل الميلاد.

## البناء
تم التنقيب عن تلك المقبرة من عالم الآثار «والتر إميري» ومجمموعته العلمية في سقارة. تبلغ مسحة البنية العليا للمصطبة 42 متر في 16 متر وكانت مبنية من قوالب طوب من الطفل المجفف. وكانت مزينة من الخارج في هيئة واجهة قصر ومزينة، وتحتوي على 9 نيشات (زوايا) على طولها وثلاثة زوايا لضلعي العرض. ويوجد في بنائها العلوي 23 حجرة.أما البناء التحتي فيهو مكون من حجرة التابوت في الوسط ويحيطها أربعة حجرات جانبية. كما كان يحيط المصطبة 20 مقبرة ثانوية موزعة توزيعا منتظما.

## موجودات المقبرة
سرقت المقبرة في العهود السابقة، ولم يتبقى سوى بعض الأدوات كانت لا تزال في مكانها الاصلي، مما يتيح الفرصة للتعرف على طريقة توزيع ملحقات دفن المتوفى وما تحتوي عليه.
كان تابوت خشبي موجودا في وسط حجرة الدفن لم يبقى منه إلا بعض ألواح خشبية. كانت مقاييسه نحو 7و2 متر في 8و1 متر. كما عثر على بقايا من عظام هيكل إنسان لم يستطع العلماء تحديد عما إذا كان لإمرأة أو رجل. ووجدت أواني وطاسات على الناحية الشرقية من التابوت كانت على ما يبدو بغرض تغذية المتوفى.
ووضعت أواني من الحجر ومن السيراميك مرصوصة بجانب الحوائط، وكان بجانبها أيضا بقايا صناديق. وعلى الناحية الشمالية من التابوت اعثر على ربما خيمة أو ستائر لسرادق.

## صاحب المقبرة
صاحب المقبرة غير معروف حتى الآن. ويعتقد عالم الآثار «إميري» أن الملكة مريت نيت هي صاحبة المقبرة حيث عثر من بين البقايا على عدة موجودات تحمل اسمها كما توجد أختام اسطوانية باسمها وباسم الفرعون جر .
 ولك انتماء المصطبة إلى الملكة مريت نيث متنازع عليه بين علماء الآثار، ذلك لأن مقبرتها موجودة في أبيدوس جنوب مصر.
إذن، لا يزال صاحب المصطبة مجهول. ووجدت في المقبرة اختام تحمل اسم الملك جر فقط.

## اقرأ أيضا
- مريت نيت
- أسرة مصرية أولى
- قائمة ملوك مصر القديمة
- ألقاب ملكية مصرية قديمة
- مصطبة
- قبة الهوا